# Каїпов Ускенбай
Ускенбай Каїпов (1911, село Бурганди, тепер Джалал-Абадської області, Киргизстан — 6 вересня 1987, місто Майлі-Сай, тепер місто Майлуу-Суу Джалал-Абадської області, Киргизстан) — радянський киргизький діяч, голова колгоспу імені Карла Маркса Ленінського району Джалал-Абадської області Киргизької РСР. Депутат Верховної ради Киргизької РСР 3-го і 6-го скликань. Депутат Верховної ради СРСР 4-го скликання. Герой Соціалістичної Праці (15.02.1957).

## Життєпис
Народився в родині бідного селянина. Рано осиротів, після смерті батьків був пастухом. З 1927 по 1931 рік працював у власному сільському господарстві. У 1931 році вступив до колгоспу, брав участь в організації колгоспного руху в Киргизькій АРСР.
У 1932—1936 роках — голова колгоспу «Кизил-Кія» Ленінського району Киргизької АРСР; голова Шайданської сільської ради Ленінського району Киргизької АРСР.
У 1936—1951 роках — завідувач ферми колгоспу «Кизил-Кія»; голова колгоспу імені Кірова; голова колгоспу імені Молотова; начальник Ленінського районного відділу сільського господарства Джалал-Абадської області; голова колгоспу «Янгі-Арик» Ленінського району Джалал-Абадської області Киргизької РСР. Член ВКП(б) з 1941 року.
У 1951—1968 роках — голова укрупненого колгоспу імені Карла Маркса Ленінського району Джалал-Абадської області.
У 1955 році в колгоспі імені Карла Маркса отримали по 37,3 центнери бавовни-сирцю з кожного гектара. За підсумками роботи в наступному, 1956 році трудівники колгоспу на площі 800 гектарів отримали врожай бавовни по 38,3 центнери з гектара та стали переможцями в соціалістичному змаганні серед бавовнярів Киргизької РСР.
Указом Президії Верховної Ради СРСР від 15 лютого 1957 року за видатні успіхи, досягнуті у справі збільшення виробництва цукрових буряків, бавовни та продуктів тваринництва, широке застосування досягнень науки та передового досвіду у вирощуванні бавовнику, цукрових буряків та отримання високих та стійких урожаїв цих культур Каїпову Ускенбаю було присвоєно звання Героя Соціалістичної Праці з врученням ордена Леніна та золотої медалі «Серп і Молот».
З 1968 року — персональний пенсіонер союзного значення. Після виходу на пенсію проживав у місті Майлі-Сай (Майлуу-Суу), де помер 6 вересня 1987 року.

## Нагороди
- Герой Соціалістичної Праці (15.02.1957)
- два ордени Леніна (31.01.1951; 15.02.1957)
- медаль «За доблесну працю у Великій Вітчизняній війні 1941—1945 рр.» (1945)
- медалі